# Рубен П'єдрахіта
Хосе Рубен П'єдрахіта Аранго (ісп. José Rubén Piedrahíta Arango; 19 червня 1908 — 22 серпня 1979) — колумбійський військовик і політик, командувач флоту, член військової хунти в 1957—1958 роках.

## Біографія
Народився 1908 року в Ярумалі. Навчався в коледжі Ла-Сальє в Медельїні. 1932 року здобув ступінь з цивільної інженерії та гірничої справи, закінчивши Національний університет Колумбії. Після того вступив на службу до військово-морських сил, зробивши там кар'єру й отримавши звання віцеадмірала (1958). Зрештою П'єдрахіта отримав пост командувача флоту Колумбії, а також військово-морського аташе своєї країни в Вашингтоні.
В серпні 1954 року президент Густаво Рохас Пінілья призначив П'єдрахіту на посаду міністра громадських робіт. У травні 1957 року він увійшов до складу військової хунти, яка повалила диктатуру Рохаса Пінільї та привела до влади демократично обраного президента, яким за результатами виборів став Альберто Льєрас Камарґо.
Помер 1979 року в Боготі.